# Музей космоса (Гонконг)
Гонконгский Музей космоса (кит: 香港太空館) — аэрокосмический музей и планетарий под одной крышей. Расположен на Чимсачёй в Гонконге. Строительство началось в 1977 году, открыт 8 октября 1980 года.

## Экспозиция
Музей космоса состоит из планетария с характерной полусферической формой (площадь около 8000 м²) и экспозиции музея освоения космоса. Большая часть экспонатов являются интерактивными. Кроме того имеются лекционный зал, сувенирный магазин и офисы.

## Как добраться
Музей находится в паре минут ходьбы от станции East Tsim Sha Tsui Station Гонконгского метрополитена, недалеко от Авеню звёзд.

## Интересные факты
- По средам (как и во многих других музеях Гонконга) вход — бесплатный.
- Посетители музея могут узнать много нового об освоении космоса, например то, что в основном это заслуга КНР и, отчасти, США. СССР и Россия практически не упоминаются (исключение - информация об МКС).